# Valgaften
Valgaften (no Brasil, Noite de Eleição) é um filme de drama em curta-metragem dinamarquês de 1998 dirigido e escrito por Anders Thomas Jensen. Venceu o Oscar de melhor curta-metragem em live action na edição de 1999.

## Elenco
- Ulrich Thomsen - Peter
- Jens Jørn Spottag - Carl